# At-Tud

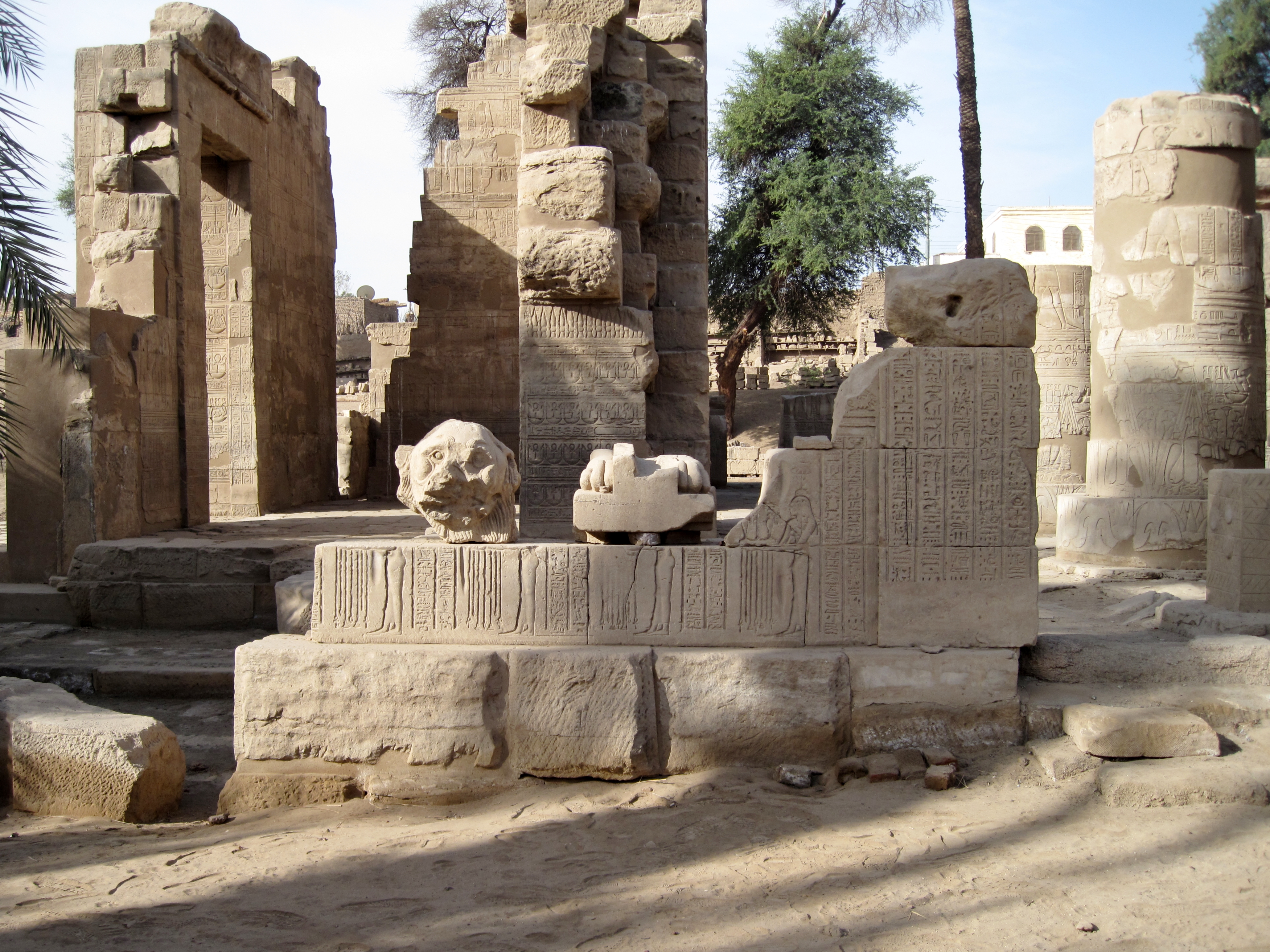
Nordostseite des ptolemäischen Pronaos des Month-Tempels von el-Tod

At-Tud oder häufiger el-Tod (arabisch الطود, DMG aṭ-Ṭūd; auch et-Tod oder el-Tôd; altägyptisch Djerti (Ḏrty); altgriechisch Touphion) ist ein Ort etwa zwanzig Kilometer südwestlich der Stadt Luxor in Ägypten. Er befindet sich im Gouvernement al-Uqsur (Luxor), in der Antike befand sich Djerti im 4. oberägyptischen Gau.

## Geschichte

### Der Month-Tempel
In at-Tud steht ein heute stark zerstörter Tempel des Gottes Month. Die Baugeschichte lässt sich bis in das Alte Reich zurückverfolgen, denn ein Pfeiler trägt die Kartusche Userkafs (5. Dynastie). Einige Blöcke weisen auf Bautätigkeiten von Königen der 11. Dynastie hin. Von einem Neubau des Tempels unter Sesostris I. ist noch das Fundament und eine Mauer erhalten. Neben einer Prozessionsstraße ließ Thutmosis III. eine Barkenstation mit Säulenumgang errichten und Ptolemaios IV. den Tempel durch eine Sphinxallee mit einer Kaianlage verbinden. Ptolemaios VIII. erweiterte dann den Tempel des Mittleren Reiches durch einen Hypostyl und einen Pronaos. Zum Tempel gehört außerdem ein 9 Meter tiefer Heiliger See.

### Forschungsgeschichte
Fernand Bisson de la Roque führte zwischen 1934 und 1940 Grabungen in at-Tud durch. 1936 wurde im Fundament des Tempels der „Schatz von El-Tod“ entdeckt, der aus vier Bronzetruhen Amenemhets II. mit zum Teil aus dem Vorderen Orient importierten Wertgegenständen bestand. Dieser Schatz befindet sich heute im Ägyptischen Museum Kairo und im Louvre in Paris. De la Roque und Jean Vercoutter setzten die Ausgrabungen in at-Tud von 1946 bis 1950 fort, Christiane Desroches-Noblecourt von 1979 bis 1991. Seit 1998 ist eine französische Mission unter der Leitung von Christophe Thiers mit der epigraphischen Aufnahme des Tempels beschäftigt.